# Parallels, Inc.
 (janvier 2018).
Parallels Inc. est une société privée spécialisée dans les technologies de virtualisation. La société fournit deux produits principaux, Parallels Desktop et Parallels Workstation.
Le siège de la société est à Bellevue, dans l'État de Washington. La société a des bureaux dans 14 pays, dont les États-Unis, l'Allemagne, le Royaume-Uni, la France, le Japon, la Chine, la Russie, l'Australie et l'Ukraine - et plus de 900 employés.